# Élections générales espagnoles de 2015 en Catalogne
Les élections générales espagnoles de 2015 (en espagnol : Elecciones generales de España de 2015) se sont tenues le dimanche 20 décembre 2015 afin d'élire les 350 députés et 208 des 266 sénateurs de la XIe législature des Cortes Generales. 47 députés sont élus en Catalogne.

## Résultats

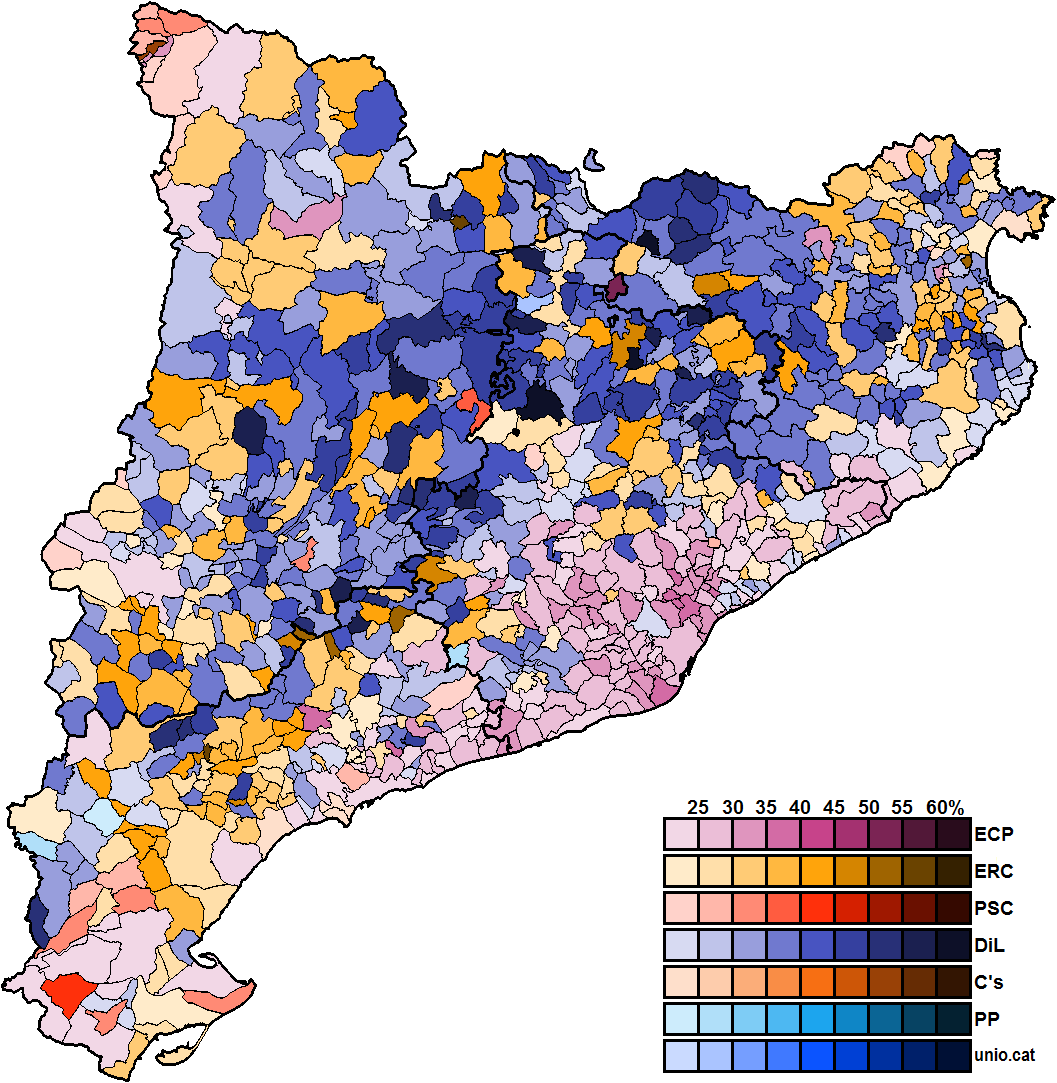
Résultats par commune.

| Parti                  | Parti                                                   | Voix      | %     | +/-   | Sièges | +/-           |
| ---------------------- | ------------------------------------------------------- | --------- | ----- | ----- | ------ | ------------- |
|                        | En Comú Podem (ECP) (Podemos-ICV-EUiA)                  | 929 880   | 24,71 | 16,62 | 12     | 9             |
|                        | Gauche républicaine de Catalogne (ERC–CatSí)            | 601 782   | 15,99 | 8,92  | 9      | 6             |
|                        | Parti des socialistes de Catalogne (PSC-PSOE)           | 590 274   | 15,69 | 10,97 | 8      | 6             |
|                        | Démocratie et liberté (DiL)                             | 567 253   | 15,08 | 14,27 | 8      | 8             |
|                        | Ciudadanos (Cs)                                         | 490 872   | 13,05 | Nv.   | 5      | 5             |
|                        | Parti populaire (PP)                                    | 418 369   | 11,12 | 9,58  | 5      | 6             |
|                        | Union démocratique de Catalogne (UDC)                   | 65 388    | 1,74  | 1,74  | 0      | en stagnation |
|                        | Parti animaliste contre la maltraitance animale (PACMA) | 43 930    | 1,17  | 0,48  | 0      | en stagnation |
|                        | Recortes Cero-Grupo Verde (RC-GV)                       | 12 911    | 0,34  | Nv.   | 0      | en stagnation |
|                        | Union, progrès et démocratie (UPyD)                     | 8 554     | 0,23  | 0,92  | 0      | en stagnation |
|                        | Parti communiste du peuple catalan (PCPC)               | 7 116     | 0,19  | 0,15  | 0      | en stagnation |
|                        | Sièges en blanc (EB)                                    | 625       | 0,02  | 1,45  | 0      | en stagnation |
|                        | Vox                                                     | 465       | 0,01  | Nv.   | 0      | en stagnation |
|                        | Vote blanc                                              | 25 440    | 0,68  | 1,17  |        |               |
|                        |                                                         |           |       |       |        |               |
| Suffrages exprimés     | Suffrages exprimés                                      | 3 762 859 | 99,39 |       |        |               |
| Votes nuls             | Votes nuls                                              | 23 065    | 0,61  |       |        |               |
| Total                  | Total                                                   | 3 785 924 | 100   | -     | 47     | en stagnation |
| Abstention             | Abstention                                              | 1 730 532 | 31,37 |       |        |               |
| Inscrits/Participation | Inscrits/Participation                                  | 5 516 456 | 68,63 |       |        |               |

### Résultats par provinces

#### Barcelone
| Parti                  | Parti                                                   | Voix      | %     | +/-   | Sièges | +/-           |
| ---------------------- | ------------------------------------------------------- | --------- | ----- | ----- | ------ | ------------- |
|                        | En Comú Podem (ECP) (Podemos-ICV-EUiA)                  | 768 235   | 26,88 | 17,81 | 9      | 6             |
|                        | Parti des socialistes de Catalogne (PSC-PSOE)           | 464 588   | 16,25 | 11,55 | 5      | 5             |
|                        | Gauche républicaine de Catalogne (ERC–CatSí)            | 414 163   | 14,49 | 8,01  | 5      | 3             |
|                        | Ciudadanos (Cs)                                         | 387 061   | 13,54 | Nv.   | 4      | 4             |
|                        | Démocratie et liberté (DiL)                             | 378 723   | 13,25 | 13,90 | 4      | 5             |
|                        | Parti populaire (PP)                                    | 321 980   | 11,26 | 9,67  | 4      | 3             |
|                        | Union démocratique de Catalogne (UDC)                   | 48 326    | 1,69  | 1,69  | 0      | en stagnation |
|                        | Parti animaliste contre la maltraitance animale (PACMA) | 34 394    | 1,20  | 0,49  | 0      | en stagnation |
|                        | Recortes Cero-Grupo Verde (RC-GV)                       | 10 730    | 0,38  | Nv.   | 0      | en stagnation |
|                        | Union, progrès et démocratie (UPyD)                     | 6 595     | 0,23  | 1,04  | 0      | en stagnation |
|                        | Parti communiste du peuple catalan (PCPC)               | 5 493     | 0,19  | Nv.   | 0      | en stagnation |
|                        | Vote blanc                                              | 18 119    | 0,63  | 1,16  |        |               |
|                        |                                                         |           |       |       |        |               |
| Suffrages exprimés     | Suffrages exprimés                                      | 2 858 407 | 99,48 |       |        |               |
| Votes nuls             | Votes nuls                                              | 14 976    | 0,52  |       |        |               |
| Total                  | Total                                                   | 2 873 383 | 100   | -     | 31     | en stagnation |
| Abstention             | Abstention                                              | 1 254 798 | 30,40 |       |        |               |
| Inscrits/Participation | Inscrits/Participation                                  | 4 128 181 | 69,60 |       |        |               |

#### Gérone
| Parti                  | Parti                                                   | Voix    | %     | +/-   | Sièges | +/-           |
| ---------------------- | ------------------------------------------------------- | ------- | ----- | ----- | ------ | ------------- |
|                        | Démocratie et liberté (DiL)                             | 83 170  | 25,00 | 14,23 | 2      | 1             |
|                        | Gauche républicaine de Catalogne (ERC–CatSí)            | 78 030  | 23,46 | 12,68 | 2      | 1             |
|                        | En Comú Podem (ECP) (Podemos-ICV-EUiA)                  | 54 071  | 16,26 | 10,78 | 1      | 1             |
|                        | Parti des socialistes de Catalogne (PSC-PSOE)           | 42 096  | 12,66 | 8,78  | 1      | en stagnation |
|                        | Ciudadanos (Cs)                                         | 32 762  | 9,85  | Nv.   | 0      | en stagnation |
|                        | Parti populaire (PP)                                    | 28 410  | 8,54  | 7,66  | 0      | 1             |
|                        | Union démocratique de Catalogne (UDC)                   | 5 871   | 1,77  | 1,77  | 0      | en stagnation |
|                        | Parti animaliste contre la maltraitance animale (PACMA) | 3 623   | 1,09  | 0,38  | 0      | en stagnation |
|                        | Recortes Cero-Grupo Verde (RC-GV)                       | 889     | 0,27  | Nv.   | 0      | en stagnation |
|                        | Parti communiste du peuple catalan (PCPC)               | 602     | 0,18  | 0,02  | 0      | en stagnation |
|                        | Union, progrès et démocratie (UPyD)                     | 586     | 0,18  | 0,41  | 0      | en stagnation |
|                        | Vote blanc                                              | 2 513   | 0,76  | 1,06  |        |               |
|                        |                                                         |         |       |       |        |               |
| Suffrages exprimés     | Suffrages exprimés                                      | 332 623 | 99,12 |       |        |               |
| Votes nuls             | Votes nuls                                              | 2 938   | 0,88  |       |        |               |
| Total                  | Total                                                   | 335 561 | 100   | -     | 6      | en stagnation |
| Abstention             | Abstention                                              | 176 079 | 34,41 |       |        |               |
| Inscrits/Participation | Inscrits/Participation                                  | 511 640 | 65,59 |       |        |               |

#### Lérida
| Parti                  | Parti                                                   | Voix    | %     | +/-   | Sièges | +/-           |
| ---------------------- | ------------------------------------------------------- | ------- | ----- | ----- | ------ | ------------- |
|                        | Démocratie et liberté (DiL)                             | 48 289  | 24,31 | 17,01 | 1      | 1             |
|                        | Gauche républicaine de Catalogne (ERC–CatSí)            | 44 317  | 22,31 | 13,72 | 1      | 1             |
|                        | En Comú Podem (ECP) (Podemos-ICV-EUiA)                  | 30 538  | 15,37 | 11,48 | 1      | 1             |
|                        | Parti des socialistes de Catalogne (PSC-PSOE)           | 24 668  | 12,42 | 7,93  | 1      | en stagnation |
|                        | Parti populaire (PP)                                    | 22 360  | 11,25 | 8,19  | 0      | 1             |
|                        | Ciudadanos (Cs)                                         | 17 897  | 9,01  | Nv.   | 0      | en stagnation |
|                        | Union démocratique de Catalogne (UDC)                   | 4 867   | 2,45  | 2,45  | 0      | en stagnation |
|                        | Parti animaliste contre la maltraitance animale (PACMA) | 1 743   | 0,88  | 0,38  | 0      | en stagnation |
|                        | Union, progrès et démocratie (UPyD)                     | 687     | 0,35  | 0,21  | 0      | en stagnation |
|                        | Vox                                                     | 465     | 0,23  | Nv.   | 0      | en stagnation |
|                        | Recortes Cero-Grupo Verde (RC-GV)                       | 398     | 0,20  | Nv.   | 0      | en stagnation |
|                        | Parti communiste du peuple catalan (PCPC)               | 316     | 0,16  | 0,02  | 0      | en stagnation |
|                        | Vote blanc                                              | 2 124   | 1,07  | 1,25  |        |               |
|                        |                                                         |         |       |       |        |               |
| Suffrages exprimés     | Suffrages exprimés                                      | 198 669 | 99,09 |       |        |               |
| Votes nuls             | Votes nuls                                              | 1 827   | 0,91  |       |        |               |
| Total                  | Total                                                   | 200 496 | 100   | -     | 4      | en stagnation |
| Abstention             | Abstention                                              | 113 340 | 36,11 |       |        |               |
| Inscrits/Participation | Inscrits/Participation                                  | 313 836 | 63,89 |       |        |               |

#### Tarragone
| Parti                  | Parti                                                   | Voix    | %     | +/-   | Sièges | +/-           |
| ---------------------- | ------------------------------------------------------- | ------- | ----- | ----- | ------ | ------------- |
|                        | En Comú Podem (ECP) (Podemos-ICV-EUiA)                  | 77 036  | 20,64 | 15,29 | 1      | 1             |
|                        | Gauche républicaine de Catalogne (ERC–CatSí)            | 65 272  | 17,49 | 10,07 | 1      | 1             |
|                        | Parti des socialistes de Catalogne (PSC-PSOE)           | 58 922  | 15,79 | 10,31 | 1      | 1             |
|                        | Démocratie et liberté (DiL)                             | 57 071  | 15,29 | 15,24 | 1      | 1             |
|                        | Ciudadanos (Cs)                                         | 53 152  | 14,24 | Nv.   | 1      | 1             |
|                        | Parti populaire (PP)                                    | 45 619  | 12,23 | 11,41 | 1      | 1             |
|                        | Union démocratique de Catalogne (UDC)                   | 6 324   | 1,69  | 1,69  | 0      | en stagnation |
|                        | Parti animaliste contre la maltraitance animale (PACMA) | 4 170   | 1,12  | 0,50  | 0      | en stagnation |
|                        | Recortes Cero-Grupo Verde (RC-GV)                       | 894     | 0,24  | Nv.   | 0      | en stagnation |
|                        | Parti communiste du peuple catalan (PCPC)               | 705     | 0,19  | 0,02  | 0      | en stagnation |
|                        | Union, progrès et démocratie (UPyD)                     | 686     | 0,18  | 0,88  | 0      | en stagnation |
|                        | Sièges en blanc (EB)                                    | 625     | 0,17  | 0,71  | 0      | en stagnation |
|                        | Vote blanc                                              | 2 684   | 0,72  | 1,33  |        |               |
|                        |                                                         |         |       |       |        |               |
| Suffrages exprimés     | Suffrages exprimés                                      | 373 160 | 99,12 |       |        |               |
| Votes nuls             | Votes nuls                                              | 3 324   | 0,88  |       |        |               |
| Total                  | Total                                                   | 376 484 | 100   | -     | 6      | en stagnation |
| Abstention             | Abstention                                              | 186 315 | 33,11 |       |        |               |
| Inscrits/Participation | Inscrits/Participation                                  | 562 799 | 66,89 |       |        |               |